# بيتر شيلدز
بيتر شيلدز (بالإنجليزية: Peter Shields)‏ (14 أغسطس 1960 في المملكة المتحدة - ) هو مدرب كرة قدم ولاعب كرة قدم بريطاني في مركز الدفاع. لعب مع إيبسويتش تاون ونادي بارتيك ثيسل وهارت أوف ميدلوثيان ونادي كاودينبيث لكرة القدم.